# Rtkovo
Rtkovo (en serbe cyrillique : Ртково) est un village de Serbie situé dans la municipalité de Kladovo, district de Bor. Au recensement de 2011, il comptait 828 habitants.
Rtkovo est officiellement classé parmi les villages de Serbie.

## Démographie

### Évolution historique de la population
| 1948  | 1953  | 1961  | 1971  | 1981  | 1991  | 2002  | 2011 |
| ----- | ----- | ----- | ----- | ----- | ----- | ----- | ---- |
| 1 771 | 1 821 | 1 764 | 1 671 | 1 718 | 1 553 | 1 012 | 828  |

|  |